# Arkivoc
Arkivoc (Archive for Organic Chemistry, укр. Архів органічної хімії) — рецензований науковий журнал із відкритим доступом, який охоплює всі аспекти органічної хімії. Його видає некомерційна організація Arkat USA, яка була заснована в 2000 році завдяки особистим пожертвам Алана та Лінди Катріцкі. Arkivoc є головним виданням Arkat USA. 
Відповідно до Journal Citation Reports, імпакт-фактор журналу 2014 року склав 1,165, що ставить його на 37 місце серед 57 журналів у категорії «Органічна хімія».

## Реферування та індексування
Журнал індексується в Web of Science: Science Citation Index Expanded і Scopus.